# Peter Bang (forfatter)
 For alternative betydninger, se Peter Bang. (Se også artikler, som begynder med Peter Bang)
Peter Bang (født 14. september 1957) er en dansk forfatter og fotograf. I 1987 og 2017 modtog han Aage Krarup Nielsens mindelegat, der uddeles af Eventyrernes Klub.
Har udgivet bøger om natur og friluftsliv, samt rejseskildringer og dokumentarfilm om oprindelige folk. Rejser, ekspeditioner og ophold i Stillehavet, Ny Guinea, Asien, Afrika, Nordamerika og Grønland. Medlem af Eventyrernes Klub.